# Leroy Warriner
Leroy E. Warriner (Indianapolis, Indiana, 1 maart 1919 - aldaar, 2 januari 2003) was een Amerikaans autocoureur. Hij schreef zich in 1951, 1953, 1955, 1956 en 1958 in voor de Indianapolis 500, maar wist zich geen enkele keer te kwalificeren. Al deze races waren ook onderdeel van het Formule 1-kampioenschap.